# Johann Reinhard Rus

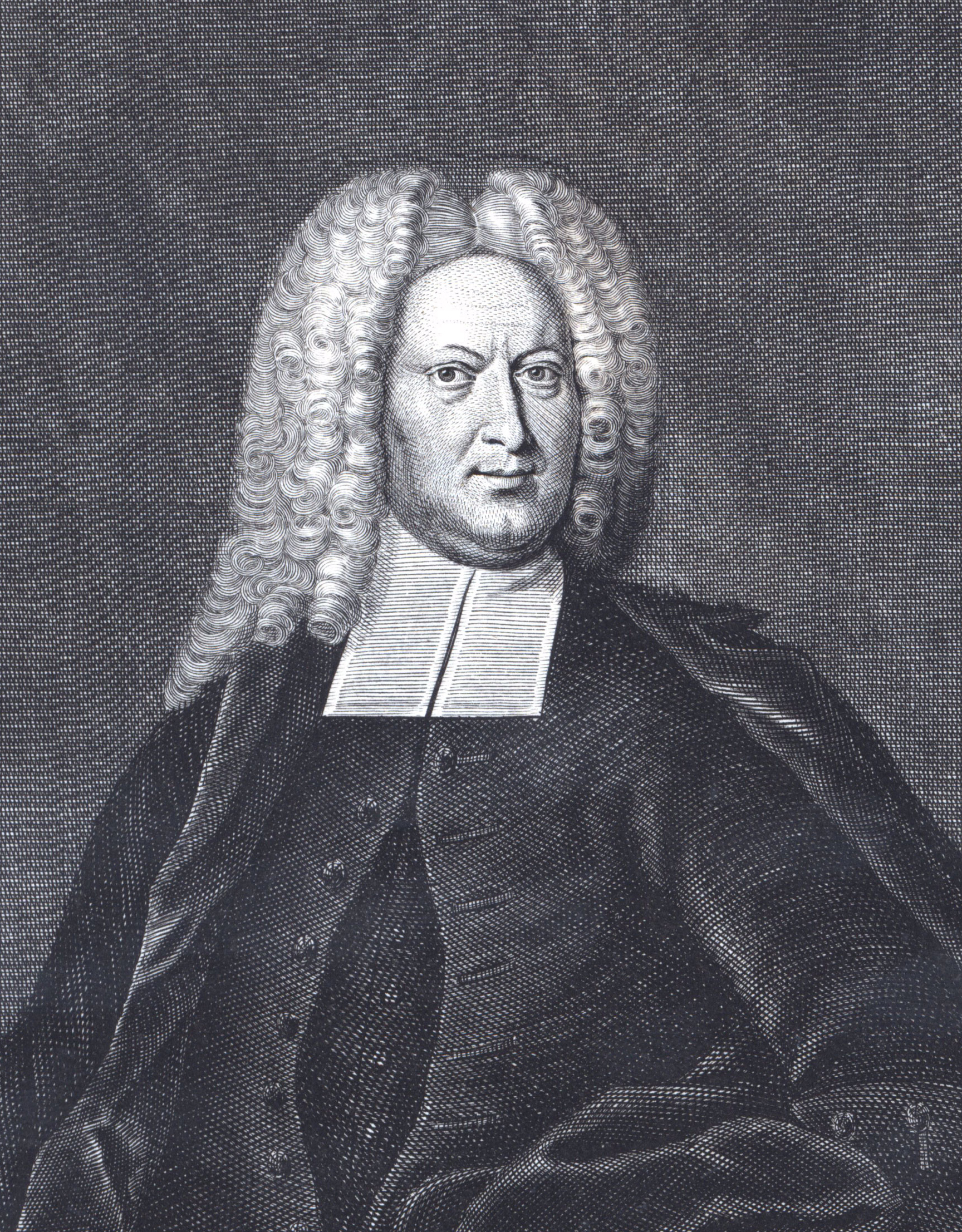
Johann Reinhard Rus

Johann Reinhard Rus auch: Ruß, Rusius, (* 24. Februar 1679 in Rod am Berg; † 18. April 1738 in Jena) war ein deutscher orientalischer Philologe, Gräzist und evangelischer Theologe.

## Leben
Rus war der Sohn des Lehrers Johann Philipp Rus und dessen Frau Katharina Hedwig Eberhard. Nach anfänglicher Unterweisung durch den Vater, besuchte er 1688 die Schule in Usingen und begann am 8. April 1695 an der Universität Gießen ein Studium. Hier wurden Johann Heinrich May der Ältere, Johann Christoph Bielenfeld (1664–1727), Johann Reinhard Hedinger und Georg Christian Bürcklin (* Durlach; † 1716 in Gießen) seine prägenden Lehrer. Am 6. Mai 1698 wechselte er an die Universität Jena, wo Johann Andreas Danz, Johann Paul Hebenstreit (1660–1718), Johann Phillip Treuner (1666–1722), Georg Albrecht Hamberger (1662–1716), Burkhard Gotthelf Struve und Johann Franz Buddeus einen wesentlichen Einfluss auf den jungen Studenten ausübten.
Am 20. September 1699 erwarb er den akademischen Grad eines Magisters der Philosophie, habilitierte sich und wurde am 11. Juli 1708 Adjunkt der philosophischen Fakultät der Salana. Nachdem er am 8. März 1715 eine Berufung als außerordentlicher Professor der Philologie erhalten hatte, trat er diesen Lehrstuhl am 2. August 1713 an und wurde am 8. März 1715 ordentlicher Professor der orientalischen Sprachen. Zudem erhielt er 1721 Professur griechische Sprache, wurde 1729 ordentlicher Professor der Theologie, wobei er die Professur der orientalischen Sprachen niederlegte. Am 31. März 1733 wurde er Doktor der Theologie. Er beteiligte sich auch an den organisatorischen Aufgaben der Jenaer Hochschule und war in den Sommersemestern 1716, 1724 sowie im Wintersemester 1734 Rektor der Alma Mater.
Rus war zwei Mal verheiratet. Seine erste Ehe schloss er mit Johanna Maria Probst († 30. April 1722 in Jena), die Tochter des Johannes Probst und der Sophia Chemnitz († 19. Juni 1722 in Jena). Seine zweite Ehe ging er im Mai 1723 Susanne Maria Judel, mit einer Stieftochter des Jenaer Theologieprofessors Michael Förtsch, aus erster Ehe, ein. Fünf Kinder überlebten den Vater.

## Werke (Auswahl)
- De chaldaicae linguae ejusque accentuationis necessitate et utililate. Müller, Gießen 1695. (Digitalisat)
- De somnio pistorum praefecti ex Genes. XL, 16-20. 22. Jena 1701. (Digitalisat der Disputatio Philologica 1), (Disputation 2)
- De linguae syriacae usu in N. T. Disputatio Philologica. Ehrich, Jena 1702. (Digitalisat)
- De Accentuationis Hebraicae Usu Pentade Dictorum Veteris Testamenti Commonstrato. Ritter, Jena 1704. (Digitalisat der Editio secunda auctior et emendatior 1732)
- An Zacharias, Joannis baptistae pater fuerit summus pontifex … Dissertatio Philologica. Ehrich, Jena 1708. (Digitalisat)
- Dissertatio Philologica De lapidatione Stephani. Ehrich, Jena 1709. (Digitalisat)
- Dissertatio Academica, Harmonico-Biblico-Philologica, Qua Harmoniam Vitae Davidis Ad ductum librorum Samuelis & I. Chronic. Müller, Jena 1710.
- Exercitatio philologica de serpente seductore non naturali, sed solo diabolo, ad Gen. III, 1 - 15. Ehrich, Jena 1713. (Digitalisat)
- Dissertatio præliminaris Promissionem Davidicam, 2 Sam. vii. v. 14 & 1 Par. xvii. (al xviii.) 13 descriptam soli Messiæ vindicans, etc. Ehrich, Jena 1713. (Digitalisat)
- Dissertatio philologica de Abrami evocatione ex Ur. Werther, Jena 1718. (Digitalisat)
- Harmonia Evangelistarum, :/Ita Adornata Ut Investigata Sedulo Textus Cohaerentia Nullus Versus Sive Traiiciatur Sive Praetereatur Sine Brevi Ac Succincta Explicatione Quo Iusti Commentarii Loco Esse Querat. 3 Bände. Hartung, Jena 1727–1730. (Digitalisat Band 1), (Band 2), (Band 3,1), ([https/www.digitale-sammlungen.de/de/view/bsb10412642?page=4,5 Band 3,2)
- Joh. Reinhardi Rusii Digressio Apologetica, Qua Suam Is De Descensu Christi Ad Inferos Sententiam Ita Repetit, Ut Satisfiat Dubiis Snitlingii, Lissei, Reliquorum, Exposita Candide Et Huius Controversiae Historia, Et Ratione, Qua In Ea Fuerit Versatus Adhuc, Ut Eius Innocentia Clarius Enitescat. Cröker, Jena 1730. (Digitalisat)
- Introdvctio In Novvm Testamentvm Generatim Spectatvm. Ritter, Jena 1733. (Digitalisat)
- Meditatio natalitia exhibens breves in pentateuchum Werthemiensem depravatum stricturas, et praecipuorum quorundam locorum de Messia vindicatis. Cröker, Jena 1735. (Digitalisat)